# Coronel Ezequiel
Coronel Ezequiel is een gemeente in de Braziliaanse deelstaat Rio Grande do Norte. De gemeente telt 5.399 inwoners (schatting 2009).

## Verkeer en vervoer
De plaats ligt aan de noord-zuidlopende weg BR-104 tussen Macau en Maceió. Daarnaast ligt ze aan de wegen RN-023 en RN-104.